# Lamaní
Lamaní – gmina (municipio) w środkowym Hondurasie, w departamencie Comayagua. W 2010 roku zamieszkana była przez ok. 6,4 tys. mieszkańców. Siedzibą administracyjną jest Lamaní.

## Położenie
Gmina położona jest w południowej części departamentu. Graniczy z 6 gminami:
- San Sebastián i Humuya od północy,
- Villa de San Antonio od północnego wschodu,
- Lepaterique od wschodu,
- Aguaqueterique od południa,
- Guajiquiro od zachodu.

## Demografia
Według danych honduraskiego Narodowego Instytutu Statystycznego na rok 2010 struktura wiekowa i płciowa ludności w gminie przedstawiała się następująco:
| Wiek      | 0–3 | 4–6 | 7–12  | 13–17 | 18–24 | 25–64 | 65+ | razem |
| Lamaní    | 676 | 487 | 1 026 | 769   | 800   | 2 294 | 389 | 6 442 |
| Mężczyźni | 320 | 249 | 519   | 382   | 391   | 1 144 | 181 | 3 189 |
| Kobiety   | 356 | 238 | 507   | 387   | 409   | 1 151 | 208 | 3 256 |